# Louis Duveau

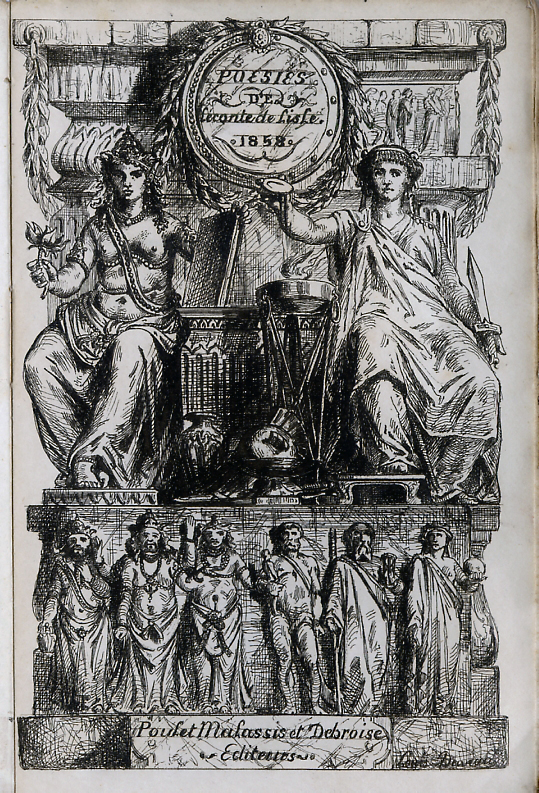
Grabado al aguafuerte por Louis Duveau para las Poésies complètes de Leconte de Lisle, publicadas en 1858.

Louis-Jean-Noël Duveau (Saint-Malo, 1818 — París, 1867) o, simplemente, Louis Duveau fue un pintor y grabador francés. Entre sus obras se destacan Una misa en el mar, 1793 (1864) y Perseo y Andrómeda (1865).

## Biografía
Louis Duveau estudió historia y pintura de género con Léon Cogniet en París. En 1843 participó junto con otros estudiantes en el prestigioso Premio de Roma con la obra Edipo y Antígona desterrados de Tebas con la que consiguió el segundo premio en el apartado de pintura. Más tarde visitó Italia. A lo largo de su carrera, Duveau permaneció  fiel a la historia de Bretaña en muchos de sus temas principales. Tuvo éxito en la representación de escenas de la vida de los pescadores de su país natal.  En el Palais des Beaux-Arts de Lille se conserva su Perseo y Andrómeda, pintado en 1865.

## Obras

### Edipo y Antígona desterrados de Tebas(1843)
Si bien existen numerosas obras sobre el tema, la pintura al óleo Oedipe et Antigone s'exilant de Thèbes (1843), acreedora del segundo lugar en el Premio de Roma, constituye una de las más famosas representaciones pictóricas de la gran tragedia griega, que refiere el final de Edipo rey y el comienzo de Edipo en Colono. La obra presenta a Edipo quien, tras cegarse a sí mismo, es guiado al exilio por su hija Antígona.

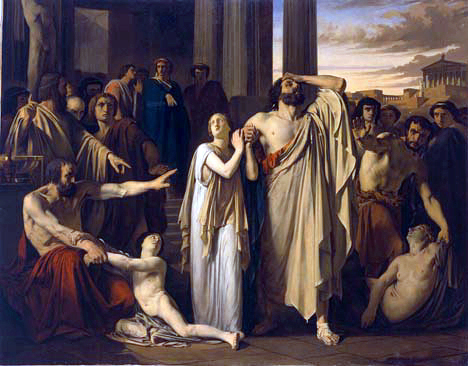
Edipo y Antígona desterrados de Tebas (Oedipe et Antigone s'exilant de Thèbes)

### La plaga de Elliant(1849)
Esta pintura al óleo, muestra una historia de su tierra de la Edad Media, en la que la población de Elliant –cercana a la población natal del pintor– sufrió el azote de una terrible plaga de peste negra, en la que según cuentan los relatos que se refieren a este hecho, sólo sobrevivieron dos personas. El pintor representa la escena sacada literalmente de una balada, donde una madre despavorida arrastra un carro con los cuerpos de sus nueve hijos muertos, seguramente para llevarlos al cementerio, mientras a su lado un marido preso en la locura, les sigue impasible y silbando.

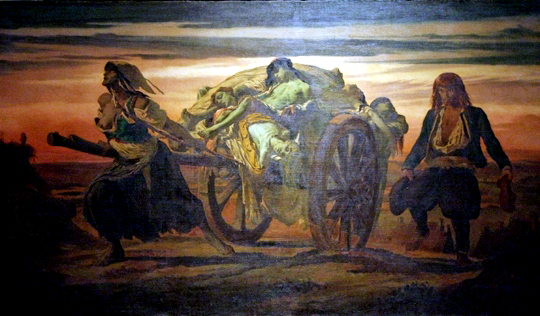
La plaga de Elliant (1849)

La pintura se encuentra en el Museo de Bellas Artes de Quimper (Francia), tiene un tamaño de 266 x 162 cm, y forma parte de una serie entre las que se encuentran diversas litografías. El autor utilizó tonalidades oscuras que contrastan vivamente con el contraluz que se consigue por el color del horizonte anaranjado, con lo que aumentó el efecto de dramatismo que la balada representada requería.

### L'abdiction du doge Foscari(1850)
La abdicación del Dogo Foscari, es una obra donde la inspiración fue tomada por Louis Duveau de la obra literaria de Lord Byron del año 1821 The Two Foscari así como también de la ópera I due Foscari de Giuseppe Verdi del año 1844. En ella muestra el pintor la gran habilidad que tenía a la hora de conseguir una escena con la pintura que representa con toda claridad la historia literaria.  Después de sufrir un complot el anciano Dogo Foscari es obligado a dimitir acusado del poco empeño que demuestra en sus asuntos después de la muerte de su hijo encarcelado acusado por un asesinato no cometido. El episodio representa al Dogo descendiendo por la escalera del Palacio Ducal de Venecia junto a su nuera y su hermano y cuando desposeído de su anillo exclama: «mis servicios me llamaron a este palacio, la malicia de mis enemigos me hace salir de él».
La pintura realizada al óleo de un tamaño de 250 x 325 cm en la versión definitiva de un esbozo, con los tres personajes principales de la obra, más pequeño de 33 x 41,5 cm también ejecutada con el mismo material están datadas del año 1850 y se encuentran conservados en el Museo de los Agustinos de la ciudad de Toulouse en Francia.

### Une messe en mer, 1793(1864)
Une messe en mer, 1793 (Una misa en el mar, 1793) es un reconocido óleo sobre lienzo de 187 × 350 cm realizado por Louis Duveau y exhibido por primera vez en salón en 1864, donde fue premiado con una medalla. Este cuadro refiere al fervor religioso de los bretones durante la Revolución francesa, en particular durante el período conocido como «El Terror». Tal como lo indica el título de la obra, Duveau representó una misa en el mar, el único lugar con excepción de los bosques donde los sacerdotes refractarios al nuevo régimen celebraban la eucaristía de forma subrepticia, ya que no se podía oficiar celebraciones religiosas en las iglesias durante aquel período histórico violento y difícil.

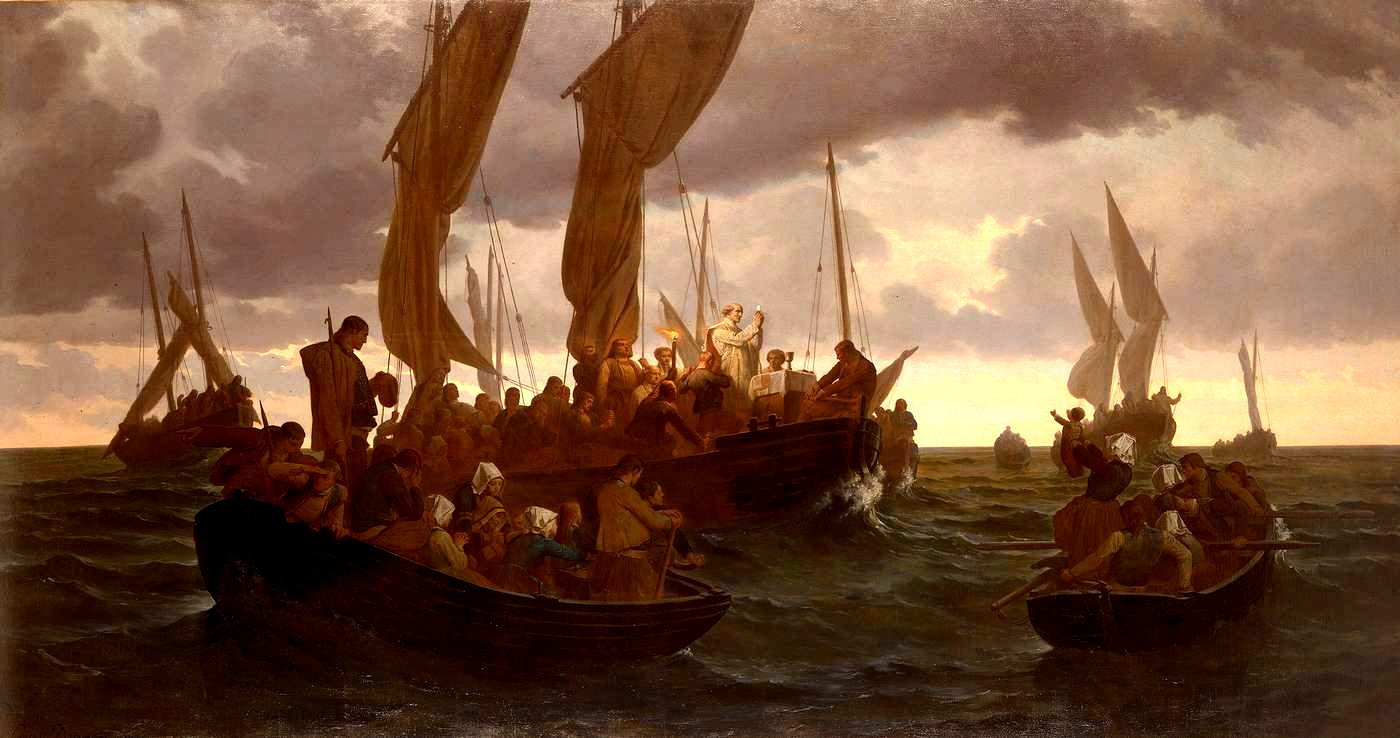
Una misa en el mar, 1793, exhibida por primera vez en 1864. Se conserva en el Museo de Bellas Artes de Rennes.

En este gran lienzo, Duveau pintó varias embarcaciones. En una de ellas, situada en el centro de la composición, un sacerdote levanta la hostia consagrada en un altar improvisado. Vestido con un alba y una casulla de color claro, se acompaña con un halo de luz dispersa proveniente de una antorcha en manos de una persona con el brazo extendido. Con una paleta de tonalidades oscuras recortadas en el horizonte, el artista expresó en los rostros de los personajes de la reunión, el entusiasmo y la esperanza del pueblo bretón, que permanecía fiel a sus creencias religiosas más allá de las nuevas ideologías revolucionarias.